# اتحاد ألبانيا لكرة القدم

الشعار السابق للاتحاد

الشعار الأسبق للاتحاد

تأسس الاتحاد الألباني لكرة القدم في عام 1930م وانضم إلى الإتحاد الدولي لكرة القدم في 1932م وإنضم إلى الاتحاد الأوروبي لكرة القدم في 1954م.